# Кубок ісландської ліги з футболу 2000
Кубок ісландської ліги 2000 — 5-й розіграш, у якому брали участь команди Урвалсдейлда, Першого та Другого дивізіонів Ісландії. Змагання складалося з двох етапів. Спочатку команди були розділені на шість групи по 6 команд, потім кращі команди пройшли до плей-оф, де і визначили переможця. Титул вперше здобув Гріндавік.

## Календар
| Раунд         | Дата                       | Матчі | Клуби   |
| ------------- | -------------------------- | ----- | ------- |
| Груповий етап | 3 березня - 28 квітня 2000 | 90    | 36 → 16 |
| 1/8 фіналу    | 1 травня 2000              | 8     | 16 → 8  |
| 1/4 фіналу    | 4 травня 2000              | 4     | 8 → 4   |
| 1/2 фіналу    | 7-8 травня 2000            | 2     | 4 → 2   |
| Фінал         | 4 вересня 2000             | 1     | 2 → 1   |

## 1/8 фіналу
| Команда 1                | Рахунок | Команда 2         |
| ------------------------ | ------- | ----------------- |
| 1 травня 2000            |         |                   |
| Далвік (2)               | 1:5     | Гапнарф'єрдюр (2) |
| Кеплавік                 | 2:0     | Стьярнан          |
| Вікінгур (Рейк'явік) (2) | 1:3     | Вестманнаейя      |
| Гріндавік                | 2:1     | Скаллагрімур (2)  |
| КР                       | 0:1     | Акурейрі (2)      |
| Акранес                  | 1:3     | Фількір           |
| Лейфтур                  | 2:1     | Брєйдаблік        |
| Валюр (2)                | 2:1     | Тіндастолл (2)    |

## 1/4 фіналу
| Команда 1         | Рахунок | Команда 2    |
| ----------------- | ------- | ------------ |
| 4 травня 2000     |         |              |
| Гапнарф'єрдюр (2) | 3:5 дч  | Валюр (2)    |
| Кеплавік          | 1:5     | Гріндавік    |
| Фількір           | 2:0     | Вестманнаейя |
| Акурейрі (2)      | 2:3     | Лейфтур      |

## 1/2 фіналу
| Команда 1     | Рахунок      | Команда 2 |
| ------------- | ------------ | --------- |
| 7 травня 2000 |              |           |
| Гріндавік     | 7:1          | Лейфтур   |
| 8 травня 2000 |              |           |
| Валюр (2)     | 2:2 пен. 8:7 | Фількір   |

## Фінал
| 4 вересня 2000 |

| Гріндавік                                       | 4:0      | Валюр |
| ----------------------------------------------- | -------- | ----- |
| Сверріссон 8' Лукич 35' Кекич 66' Б'ярнасон 89' | Протокол |       |

| Лаугардалсволлур, Рейк'явік Глядачів: 511 Арбітр: Егілл Мар Маркуссон |